# Intelligente Bäume
Intelligente Bäume ist ein deutscher Dokumentarfilm von Julia Dordel und Guido Tölke aus dem Jahr 2017 mit der kanadischen Forstwissenschaftlerin Suzanne Simard und dem deutschen Förster und Autor Peter Wohlleben. Der 45-minütige Film untersucht die Kommunikation zwischen Bäumen, unter anderem durch ihr weit verzweigtes, unterirdisches Wurzelsystem. Premiere des Films war am 7. Mai 2017 im Kino im Künstlerhauses in Hannover. Dies war zugleich die einzige deutsche Kinovorstellung. In Frankreich wurde der Film unter dem Namen L'Intelligence des Arbres, vertrieben von Jupiter Film, ein Kinoerfolg mit über 140.000 Zuschauern.

## Inhalt
Im Mittelpunkt des Filmes steht die Kommunikation und das Zusammenleben der Bäume. Er verknüpft Forschungsergebnisse der kanadischen Forstwissenschaftlerin Suzanne Simard von der University of British Columbia mit den Beobachtungen des Försters Peter Wohlleben. Es geht beispielsweise um einen alten, von alleine längst nicht mehr lebensfähigen Baumstumpf, der von seinen Nachbarbäumen aber weiterhin am Leben gehalten wird. Ferner um sogenannte „Mutterbäume“, die größten und ältesten Bäume des Waldes, die sich dem Film zufolge nicht nur um ihren eigenen Nachwuchs, sondern auch um ihre gesamte Nachbarschaft kümmern.
Der Film lässt sich in vier Unterkapitel einteilen:
- Wie funktioniert die Kommunikation zwischen Bäumen?
- Können Bäume Angst empfinden? Wie reagieren Bäume beispielsweise bei Schädlingsbefall und wie geben sie diese Information an ihre Nachbarbäume weiter?
- Haben Bäume eine Erinnerung? Können Bäume von den Erfahrungen ihrer Vorfahren profitieren?
- Wie können Mensch und Wald besser im Einklang leben? Was muss der Mensch im Umgang mit dem Wald lernen und in Zukunft beachten, um Bäume zu schützen?

## Produktion
„Intelligente Bäume“ wurde in den Jahren 2015 und 2016 in Deutschland und Kanada gedreht, unter anderem im Lighthouse Park in Vancouver und im Wald bei Nelson, British Columbia, ferner in mehreren deutschen Wäldern, darunter der Ruheforst Hümmel in der Eifel, der Forst Rundshorn in der Wedemark und Europas größter Stadtwald, die Eilenriede in Hannover. Produktionsfirma war Dorcon Film in Hannover.
Der Film wurde mit geringem Budget und einem sehr kleinen Team realisiert. Julia Dordel, die in Forstwissenschaften promoviert wurde, produzierte den Film. Der Kontakt zwischen Protagonistin und Filmemacherin kam durch die universitäre Forschung zustande. Von 2005 bis 2009 schrieb Julia Dordel unter der Betreuung von Suzanne Simard ihre Doktorarbeit zum Thema „Effects of nurse tree species on growth environment and physiology of underplanted Toona ciliata Roem“. Auch hier stand die Kommunikation zwischen den untersuchten Baumarten im Fokus. Julia Dordel und Guido Tölke führten gemeinsam Regie, zusammen schrieben sie auch das Drehbuch. Kamera führte Guido Tölke, der auch für die Postproduktion zuständig war.
Der Film ist eine Fortsetzung des bereits 2011 gedrehten Kurzfilms „Do trees Communicate“, der ebenfalls von Julia Dordel produziert worden war mit Suzanne Simard als Moderatorin. Regisseur von „Do trees communicate“ war der Journalist Dan McKinney, der an der University of British Columbia eine Professur innehat und mit seinen Studenten bereits einen Emmy für einen Film über Elektromüll in Afrika gewonnen hat.
Es gibt eine deutsche und eine englische Version („Intelligent Trees“); für die englische Version wurde Peter Wohlleben von dem englischen Synchronsprecher Tom Tucker übersprochen, für die deutsche Version wurden alle englischen Interviewpassagen mit deutschem Voiceover versehen. Die deutsche Erzählerstimme stammt von der Schauspielerin Denise M’Baye. Außerdem gibt es den Film mit französischen, italienischen, portugiesischen und spanischen Untertiteln. Der Film wurde von der nordmedia – Film- und Mediengesellschaft Niedersachsen/Bremen gefördert.

## Moderatoren
Die beiden Moderatoren des Films sind die kanadische Forstwissenschaftlerin Suzanne Simard und der deutsche Förster und Autor Peter Wohlleben, der 2015 ein Buch mit dem Titel „Das geheime Leben der Bäume“ publizierte.

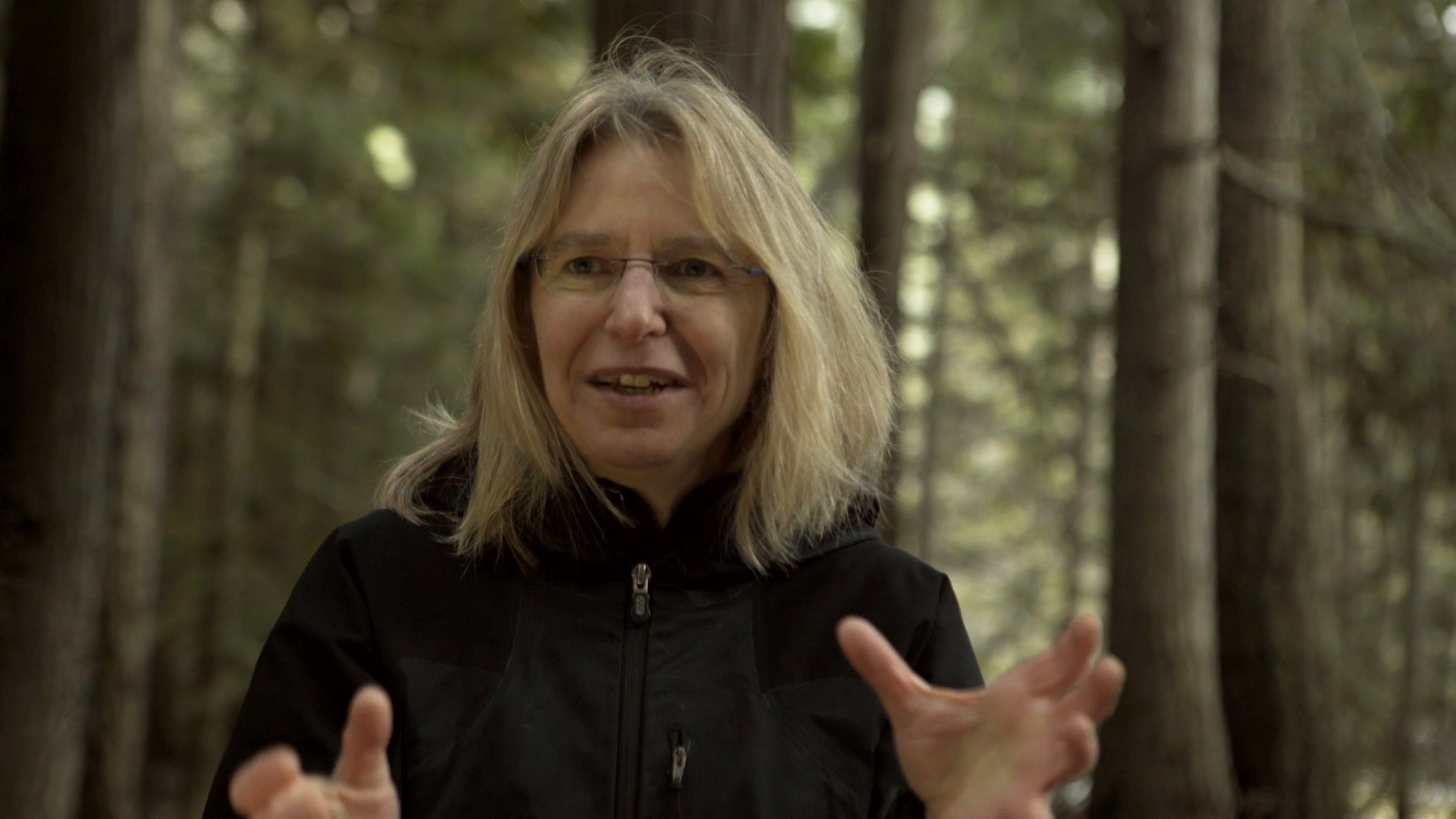
Suzanne Simard im Interview

Simard forscht am Institut für Forst- und Umweltwissenschaften (Forest and Conservation Sciences) der Universität British Columbia in Kanada. Ihr Spezialgebiet sind sogenannte Mutterbäume, die größten Bäume eines Waldes, die bevorzugt ihre eigenen aber auch fremde Jungbäume unterstützen, indem sie ihnen über ein unterirdisches Netzwerk Nährstoffe zuführen, die diese zum Wachsen benötigen. Simard hat das Konzept der Kommunikation zwischen Bäumen in ihrem Nature-Artikel „Net transfer of carbon between tree species with shared ectomycorrhizal fungi“ beschrieben.
Ursprünglich sollte „Intelligente Bäume“ ein Film ausschließlich über die Forschung Suzanne Simards werden, doch über das soziale Netzwerk Facebook stießen die Filmemacher auf einen Fernsehbeitrag über Peter Wohlleben und stellten fest, dass er Suzanne Simards Forschungsinhalte propagierte und auf anschauliche Art und Weise auch für Laien erklärbar machen konnte.
Weitere Interviewpartner des Films sind:
- Teresa Ryan (indianischer Name: Sm’hayetsk): Postdoktorandin am Institut Forest and Conservation Sciences der University of British Columbia in Kanada
- Monika A. Gorzelak: Doktorandin am Institut Forest and Conservation Sciences der University of British Columbia in Kanada
- Amanda Asay: Doktorandin am Institut Forest and Conservation Sciences der University of British Columbia in Kanada
- Julia Amerongen Maddison, Masterabsolventin und wissenschaftliche Mitarbeiterin am Institut Forest and Conservation Sciences der University of British Columbia in Kanada

## Auszeichnungen und Filmfestivals
Seit seiner Erscheinung lief „Intelligente Bäume“ auf diversen internationalen Filmfestivals. Er war Gewinner des Life Science Film Festival Award 2017 in Prag. Außerdem gewann er das Atlanta Docufest 2017 in der Kategorie „Best Environmental Documentary Feature“ in Atlanta, USA. Im Jahr 2018 gewann „Intelligente Bäume“ das Soo Film Festival 2018 in Michigan, USA.
Des Weiteren war „Intelligente Bäume“ auf folgenden Festivals zu sehen:
- Greenmotion Film Festival 2017 in Freiburg, Deutschland
- Innsbruck Nature Film Festival 2017 in Innsbruck, Österreich
- Green Fest Serbia 2017 in Belgrad, Serbien
- The Lower East Side Film Festival 2017 in New York, USA
- Marda Loop Justice Film Festival 2017 Calgary, Kanada
- Friday Harbour Film Festival 2018 in Washington, USA